# Cantó de Châtillon-sur-Seine
El cantó de Châtillon-sur-Seine és un cantó francès del departament de Costa d'Or, situat al districte de Montbard. Té 28 municipis i el cap és Châtillon-sur-Seine.

## Municipis
- Aisey-sur-Seine
- Ampilly-le-Sec
- Brémur-et-Vaurois
- Buncey
- Chamesson
- Charrey-sur-Seine
- Châtillon-sur-Seine
- Chaumont-le-Bois
- Chemin-d'Aisey
- Coulmier-le-Sec
- Étrochey
- Gomméville
- Maisey-le-Duc
- Massingy
- Montliot-et-Courcelles
- Mosson
- Nod-sur-Seine
- Noiron-sur-Seine
- Obtrée
- Pothières
- Prusly-sur-Ource
- Sainte-Colombe-sur-Seine
- Vannaire
- Vanvey
- Villers-Patras
- Villiers-le-Duc
- Villotte-sur-Ource
- Vix

## Història
| Data d'elecció                           | Identitat         | Partit                                             | Qualitat |
| ---------------------------------------- | ----------------- | -------------------------------------------------- | -------- |
| 1945-1982                                | Fernand Petitfour | SFIO, després divers gauche, després divers droite |          |
| 1982-1988                                | Maurice Dabé      | UDF                                                |          |
| 1988-                                    | Hubert Brigand    | RPR, després UMP                                   |          |
| les dades anteriors no són pas conegudes |                   |                                                    |          |
|                                          |                   |                                                    |          |

## Demografia
| A partir de 1990: Població sense dobles comptes |